# Ipomoea rubella
Ipomoea rubella är en vindeväxtart som beskrevs av Homer Doliver House. Ipomoea rubella ingår i släktet praktvindor, och familjen vindeväxter. Inga underarter finns listade i Catalogue of Life.